# Romànic pisà
El romànic pisà és una variant local de l'estil romànic, fonamentalment arquitectònica, que es desenvolupà a Pisa i es va exportar a una vasta àrea d'influència quan era una poderosa república marítima, des de la segona meitat del s. XI fins a la primera del xiii.
La cultura del romànic pisà es formà en les obres de construcció de la Piazza del Duomo i des d'allí s'estengué a altres projectes de la ciutat, als territoris controlats per la República de Pisa (incloses Còrsega i Sardenya) i a una zona de la Toscana septentrional, especialment al cinturó que va des de Lucca a Pistoia.

## Arquitectura romànica pisana

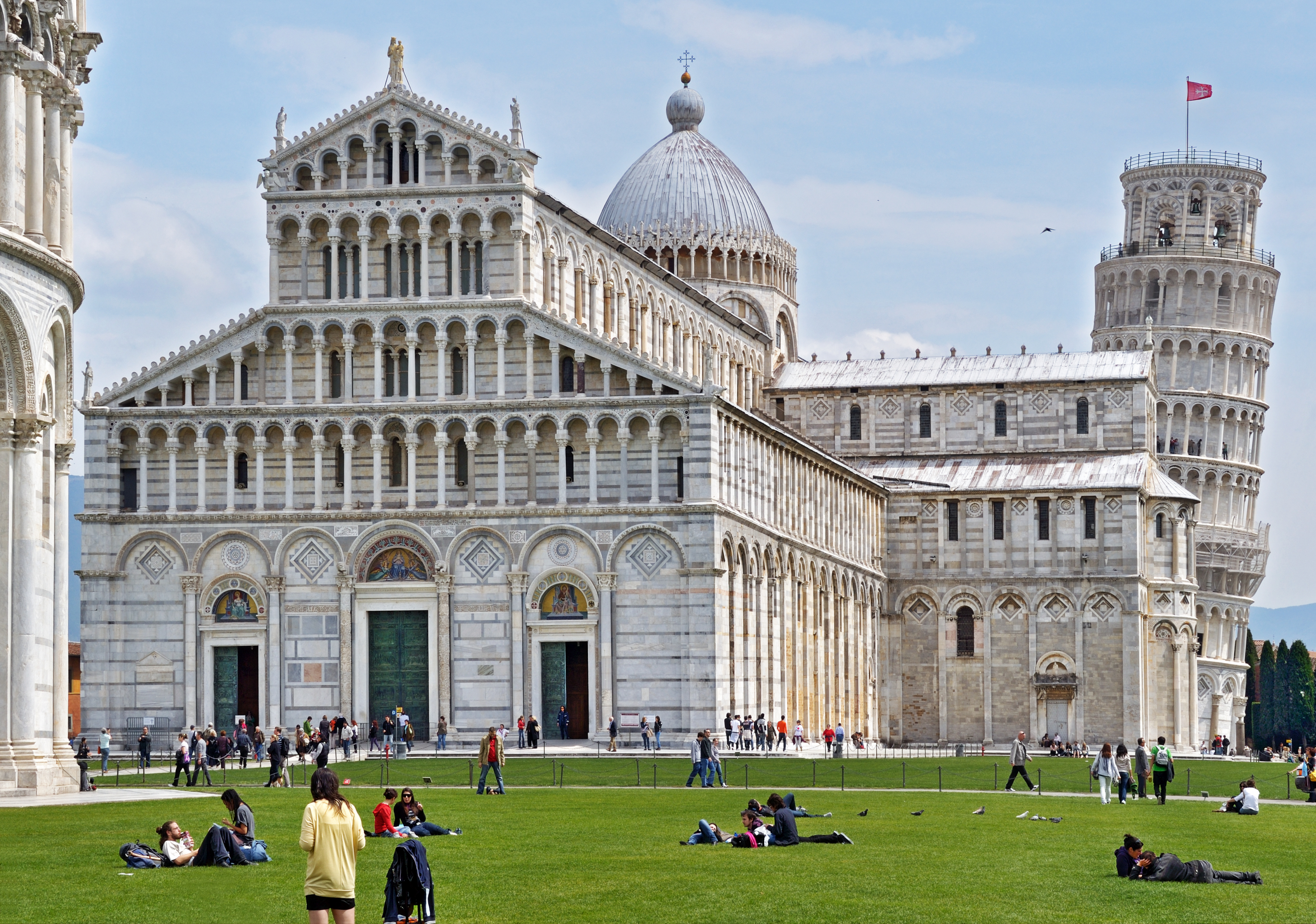
Piazza dei Miracoli de Pisa

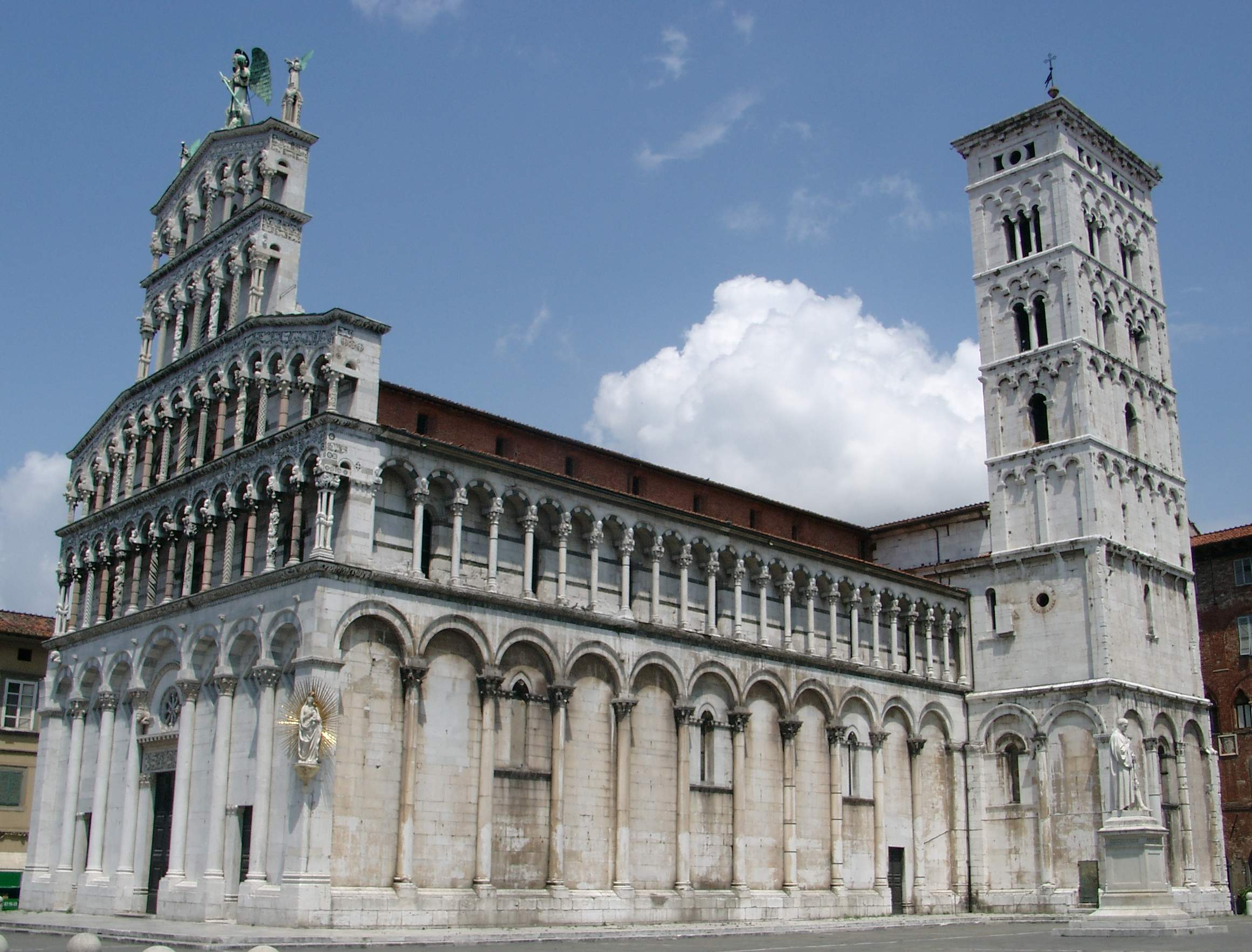
Església de St. Miquel en Fòrum, Lucca

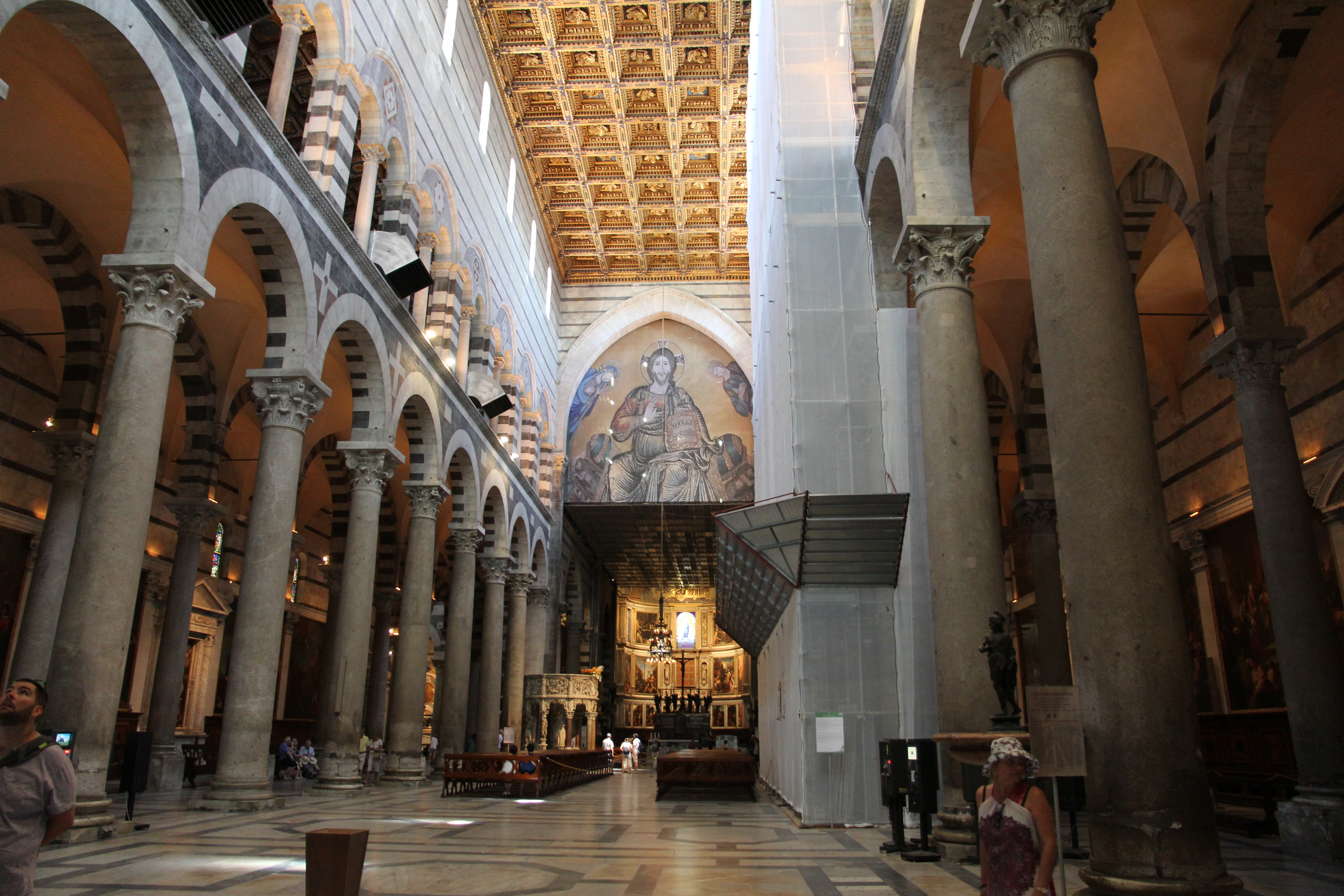
Interior de la catedral de Pisa

El romànic pisà es va desenvolupar a Pisa quan era una poderosa república, des de la segona meitat del s. XI a la primera del XIII, i irradià als territoris controlats per la República de Pisa (Còrsega i Sardenya també) i a una zona de la Toscana septentrional, des de Lucca fins a Pistoia. El seu caràcter marítim i la peculiaritat dels elements estilístics propis del seu estil permeteren que la difusió del romànic pisà s'estengués més enllà de l'àrea d'influència política de la ciutat. Influxos pisans es troben en diversos punts de la Mediterrània, com per exemple a les esglésies de la costa de la mar Adriàtica (Pulla i Ístria).
La primera realització en fou la seu de Pisa, iniciada en el 1063 per Buscheto i continuada per Rainaldo, consagrada en el 1118. Com a Venècia, l'arquitectura pisana rebé influències de Constantinoble i de l'Imperi Romà d'Orient en general, atès que la república hi mantenia forts contactes comercials. Elements de possible influx romà són els matroneus i la cúpula el·líptica amb coronament de bulb, posada a la manera del romànic llombard. Els elements orientals, però, es reinterpretaren segons el gust local, amb formes artístiques de notable originalitat. Per exemple, l'interior en cinc naus amb columnates (antigament de creu grega, ampliat a planta llatina per Rainaldo), inspirat en la desapareguda catedral romànica de Sant Martí de Lucca, té una distribució d'espais típicament paleocristiana.
Elements típics del romànic pisà són l'ús de les galeries de columnes, inspirades en l'arquitectura llombarda, però multiplicades fins a recobrir completament les façanes, i d'arcades cegues, el tema del rombe, una de les característiques més recognoscibles, derivat de models islàmics nord-africans, i la bicromia alternada, derivada de models ibèrics musulmans.
Altres exemples de Pisa són la cèlebre torre inclinada (iniciada al 1173), el primer anell del Baptisteri (iniciat el 1153) i l'església de San Paolo a Ripa d'Arno (final del s. XII o inicis del XIII).
Des de Pisa el nou estil arribà a Lucca i n'influí el primitiu romànic, que es conserva en la basílica de San Frediano i a l'església de Sant'Alessandro Maggiore. L'església de Sant Miquel en Fòrum, la de Santa Maria Forisportam, la façana de la seu de San Martino (conclosa l'any 1205), per obra de Guyidetto da Como, representen una evolució de l'estil pisà a formes encara més riques quant a decoració, sacrificant l'originalitat arquitectònica. A Pistoia l'ús del marbre serpentí unit a bandes alternades de marbre blanc creà efectes de bicromia (vegeu església de San Giovanni Fuorcivitas, del s. XII). Desenes de parròquies escampades pel camp segueixen l'estil pisà adaptant-se a la disponibilitat econòmica de les poblacions.

A Sardenya es nota l'influx de l'arquitectura romànica pisana en la seu d'Ottana i en l'església de la Trinitat de Saccargia (ambdues del s. XII) i altres de semblants es poden trobar a Ligúria i a Còrsega.

Esglésies romàniques d'influència pisana
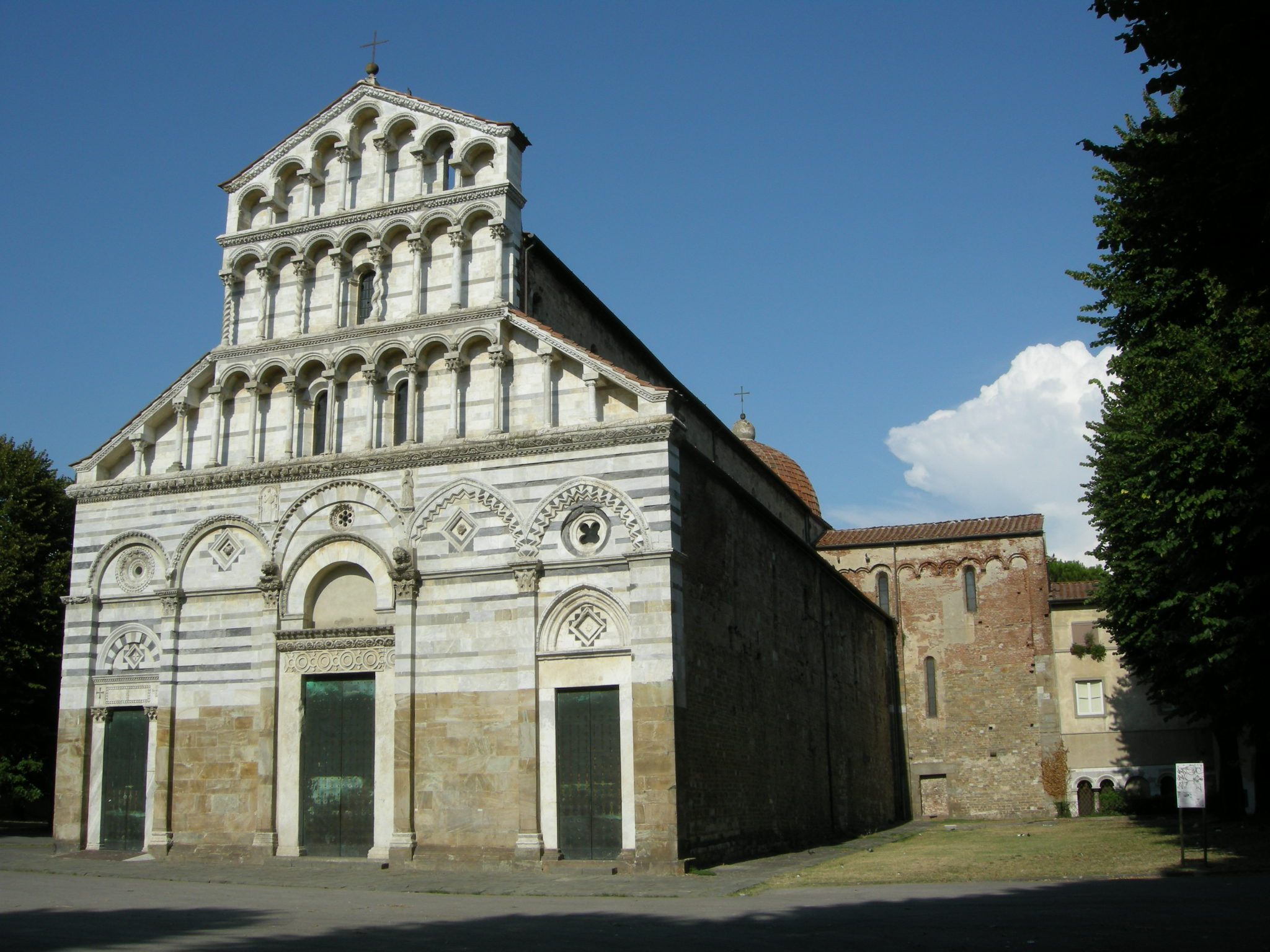
Església de San Paolo Ripa d'Arno, Pisa
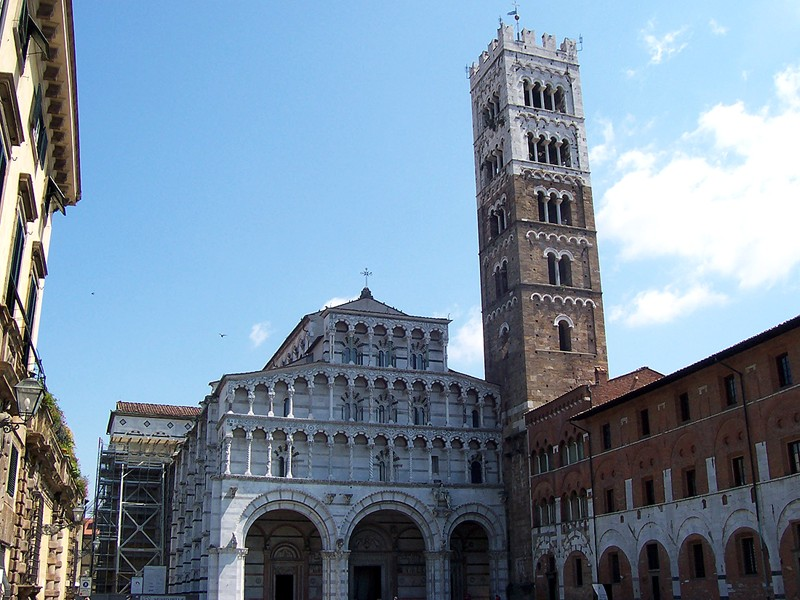
El Duomo de Lucca
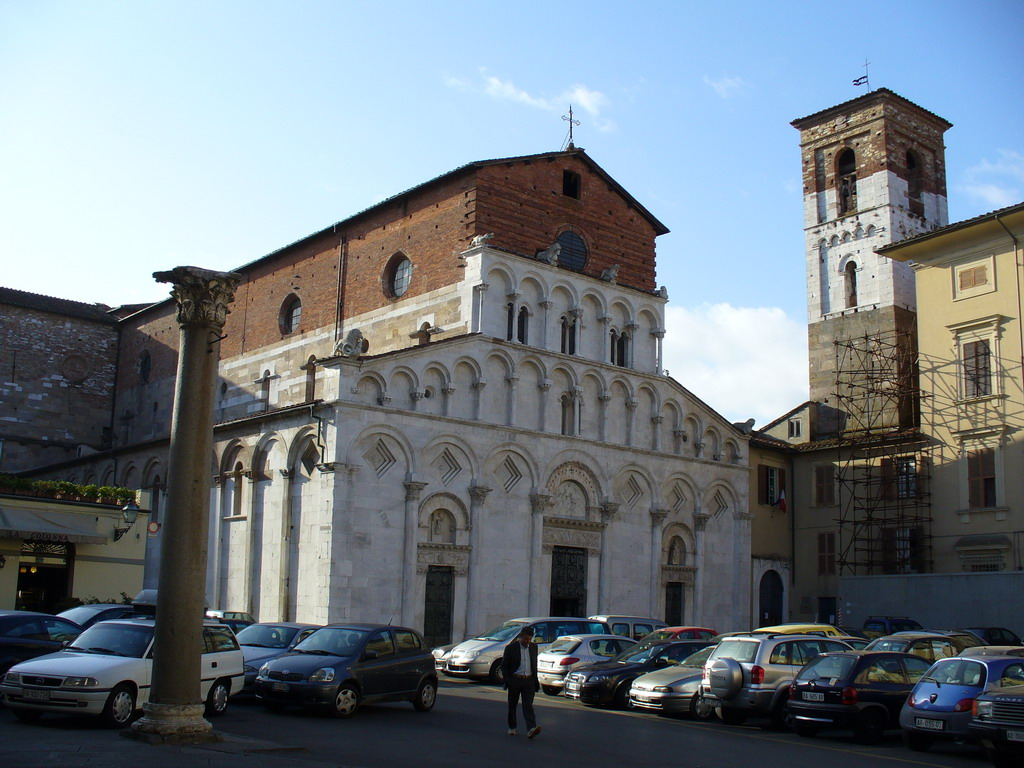
Santa Maria Forisportam, de Lucca
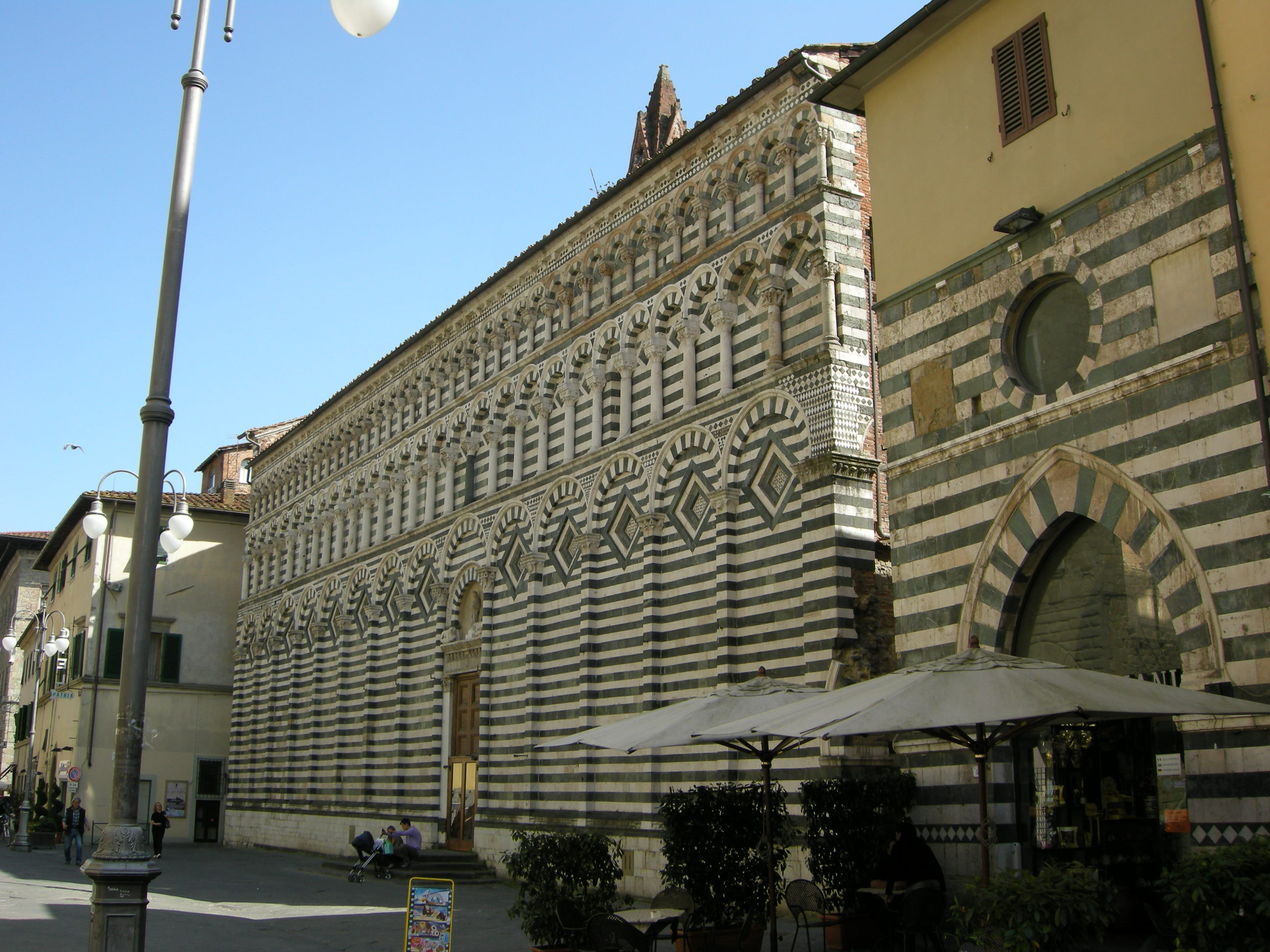
Església de San Giovanni Fuorcivitas, a Pistoia

### Pisa, la Piazza del Duomo

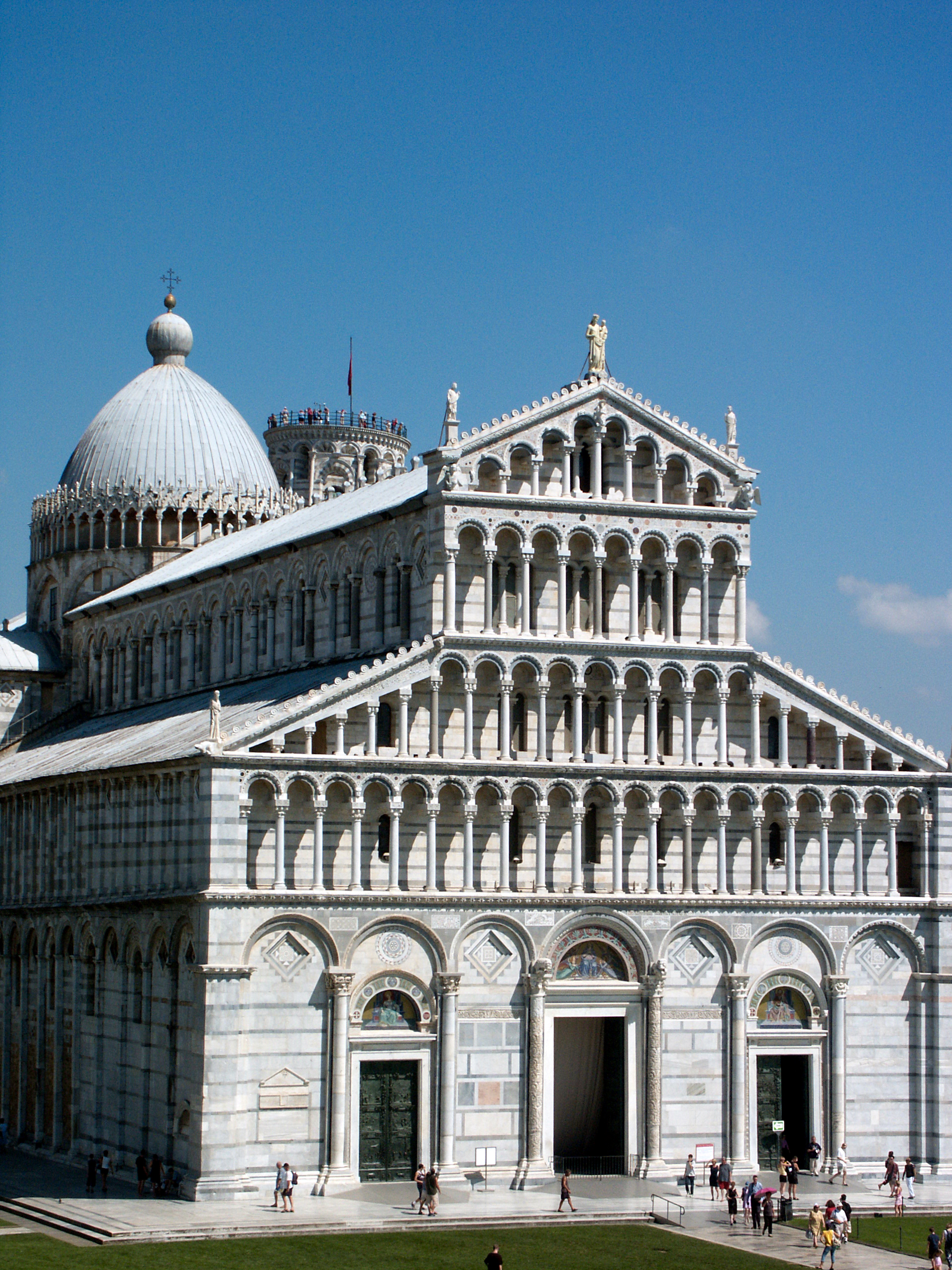
Façana del Duomo de Pisa

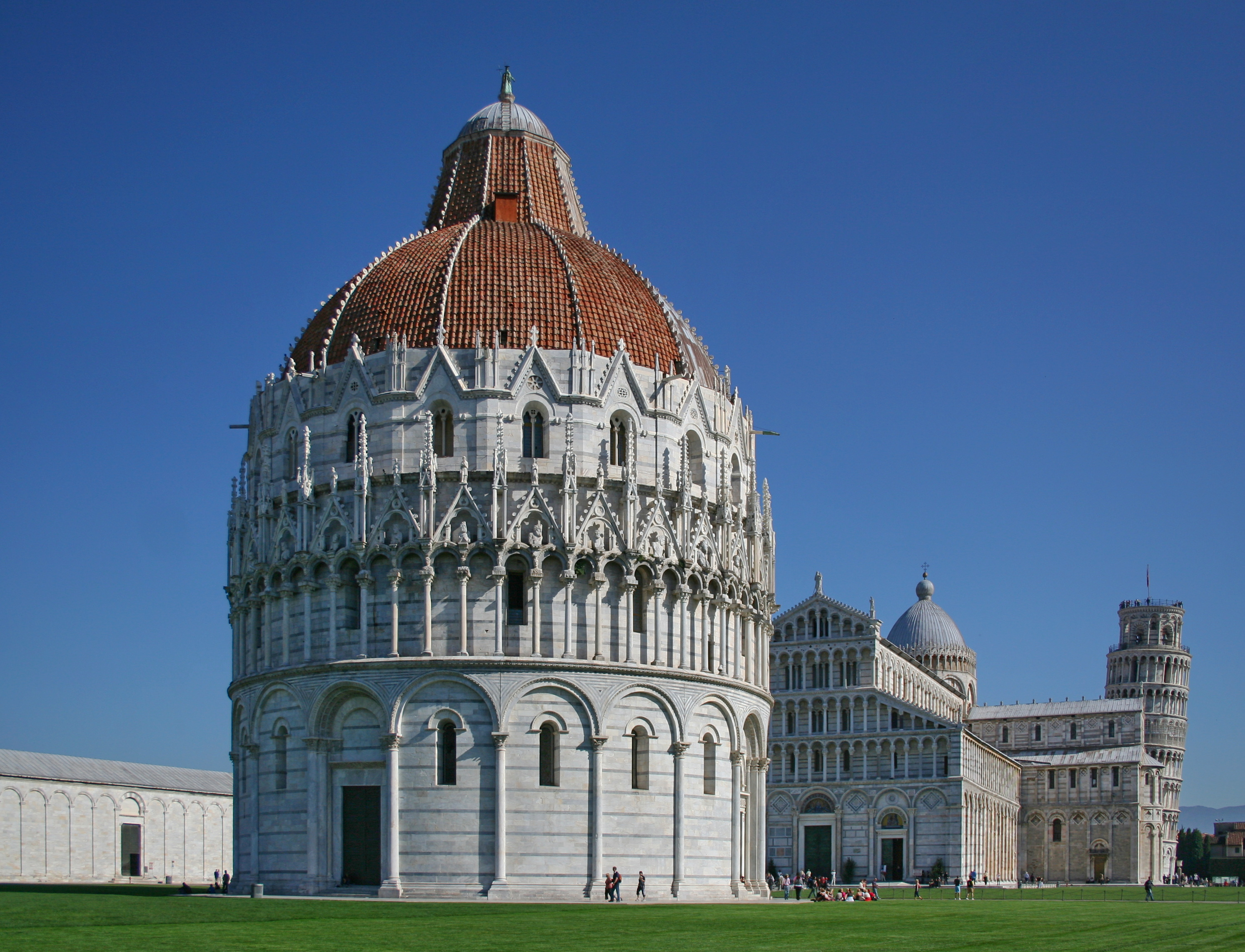
El baptisteri de Pisa amb la seu i la torre inclinada

La Primaziale de Pisa és un dels edificis medievals més admirables d'Europa: és una construcció extraordinària per la grandària i la blancor de les superfícies de marbre, realçades per les zones de gespa circumdants, on també es troba el Baptisteri, el campanile i el Camp Sant. El 1987, el conjunt patrimonial de la plaça fou declarat Patrimoni de la Humanitat per la Unesco.
Entre aquests, la primera realització va ser el Duomo, l'església romànica més gran de la Toscana. És un edifici amb cinc naus i un gran transsepte absidiat amb tres naus inserides en el cos principal en correspondència amb una cúpula el·líptica.
A fora, l'aparell decoratiu és uniforme i consisteix en una sèrie d'arcs cecs en diversos nivells on s'alternen elements romboidals encastats, típics del romànic pisà i derivats de models islàmics del nord d'Àfrica (de Tunísia o Egipte); en l'absis i en la façana, els arcs tenen profunditat: formen galeries protegides per columnes. La façana de Rainaldo es feu inspirant-se en la llotgeta penjant que ja s'usava en l'arquitectura llombarda (Sant Ambròs de Milà, San Michele Maggiore di Pavia...) i multiplicant-ne l'aplicació per cobrir completament la part superior, amb quatre ordres, que alleugereixen notablement la superfície.
L'interior, aplanat per un sostre amb cassetons del s. XVI que reemplaçà l'original teoria de les bigues exposades, es caracteritza per una successió de columnes on es col·loquen els matroneus, que dominen la nau central amb bifores (finestres geminades). A diferència d'altres esglésies europees, ací l'espai és tancat pel ritme de les columnes i del matroneu que separen els cossos laterals de la nau principal.
Igual que a Venècia, l'arquitectura pisana estigué influïda per Constantinoble i l'Imperi Romà d'Orient en general. Fins i tot més que a Venècia, els elements orientals es reinterpretaren d'acord amb el gust occidental, arribant a formes artístiques de notable originalitat. Per exemple, la configuració de l'interior té una espacialitat típicament paleocristiana.
L'esquema decoratiu de la seu es va repetir tant en el campanile (la torre inclinada, iniciada el 1173), com en el Baptisteri (iniciat el 1153), almenys pel que fa al primer anell, que es completà en temps posteriors (durant el segle xiv), canviant el disseny original, atribuït a Diotisalvi, amb elements de tradició gòtica.
Una altra característica típica del romànic pisà és l'ús de la bicromia alternant bandes de marbre blanc amb bandes de pedres més fosques, derivades de models ibèrics musulmans: en la seu de Pisa el contrast amb el gris clar és molt lleu, mentre que en altres àrees s'utilitzà el marbre verd fosc serpentí (a Pistoia) o altres tipologies petrogràfiques (a Sardenya i Còrsega) per a obtenir un vibrant brodat arquitectònic.

### Altres esglésies pisanes

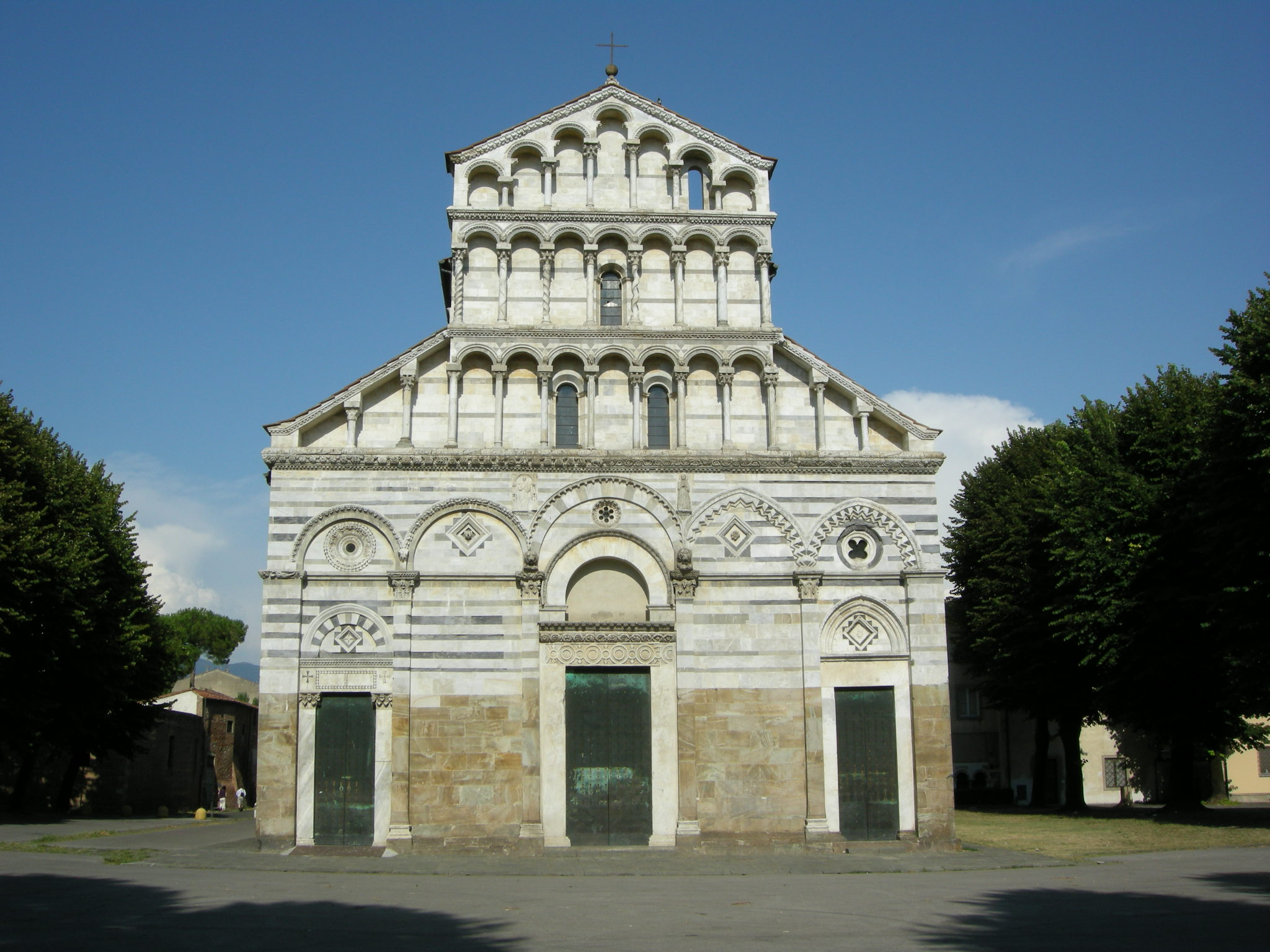
San Paolo en Ripa d'Arno, Pisa

A Pisa fou molt notable l'activitat constructiva durant l'edat d'or de la República, entre els s. XI i XII. Moltes esglésies presenten per això les característiques del nou estil, amb arcades cegues, decoració amb rombes i, en els casos més valuosos, fins i tot la lògia penjant a la façana. L'exemple més important després de la piazza del Duomo és el Duomo Vecchio de San Paolo a Ripa d'Arno, iniciada el 925 i reconstruïda entre la fi del s. XII i principis del XIII, en què la façana sembla una còpia reduïda de la de la seu, i també la planta (tres naus amb un ampli transsepte) i la cúpula són una cita fidel.

Altres exemples de valor són l'antiga basílica de San Pietro Apostolo, l'església de San Frediano en pedra verrucana grisa; l'església de San Pietro in Vinculis, la de San Paolo all'Orto, la de San Michele degli Scalzi (iniciada el 1016), l'abadia de San Zeno i el campanile de l'església de San Nicola. A l'àrea pisana es troben, per exemple, l'església parroquial de San Giovanni i Santa Maria Assunta a Càscina. Posterior, l'església de San Michele in Borgo, amb la façana de marbre blanc amb llogetes, o l'església de Santa Caterina d'Alessandria (1250-1326), amb la façana de dues aigües, que testifica la persistència de l'estil, encara que amb actualitzacions, fins i tot en el període gòtic.

Esglésies romàniques pisanes
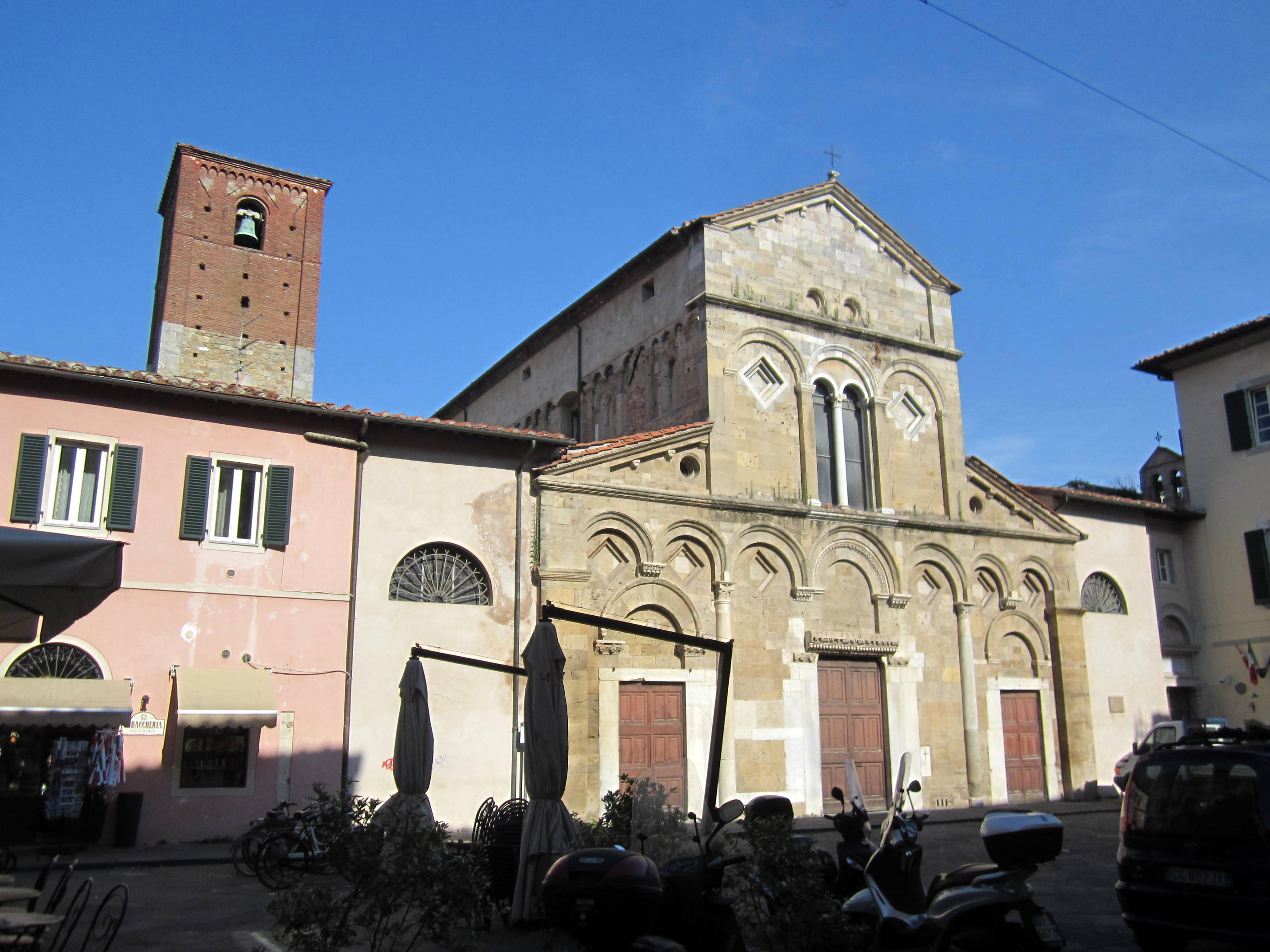
San Frediano, Pisa
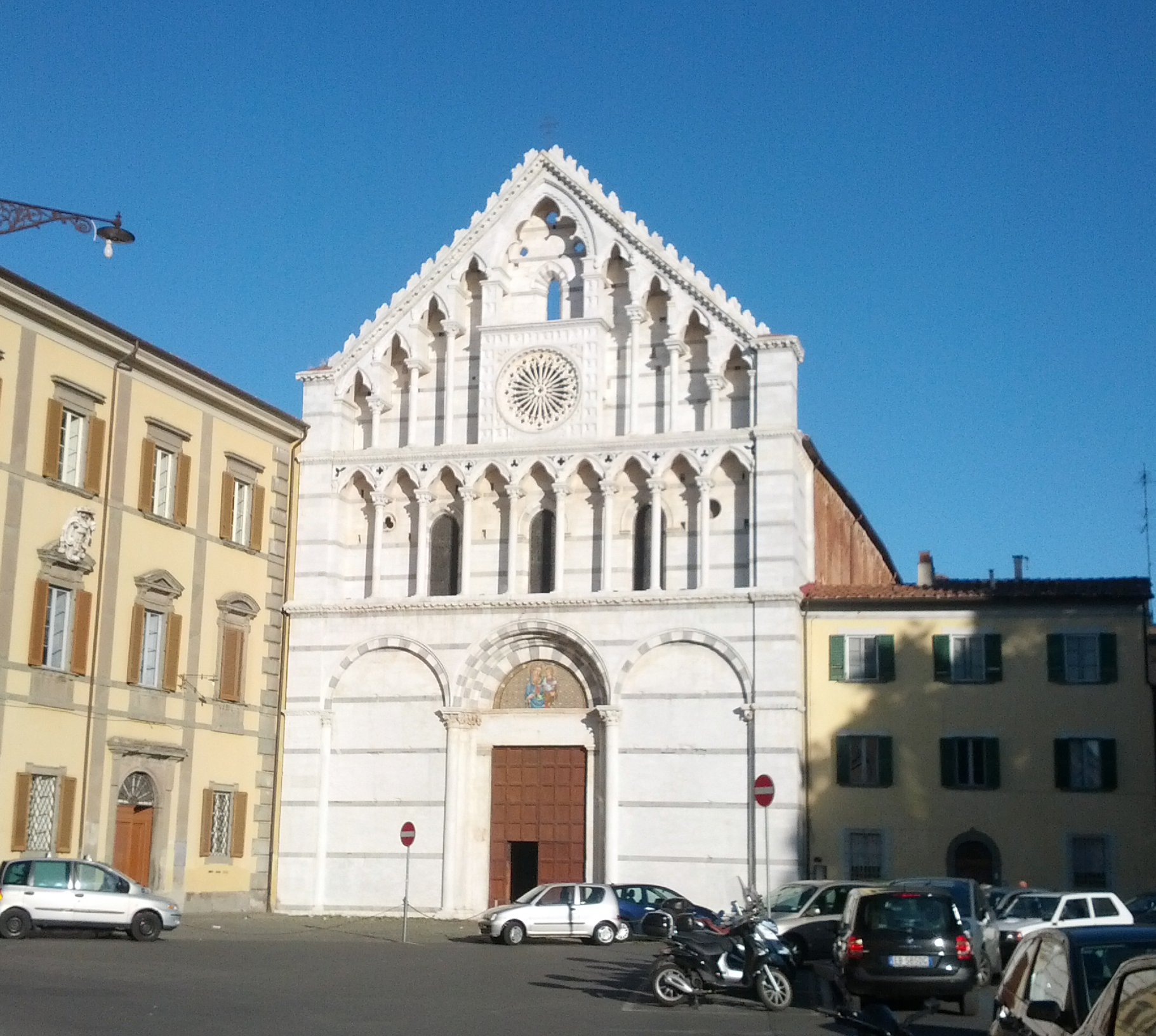
Santa Caterina, Pisa
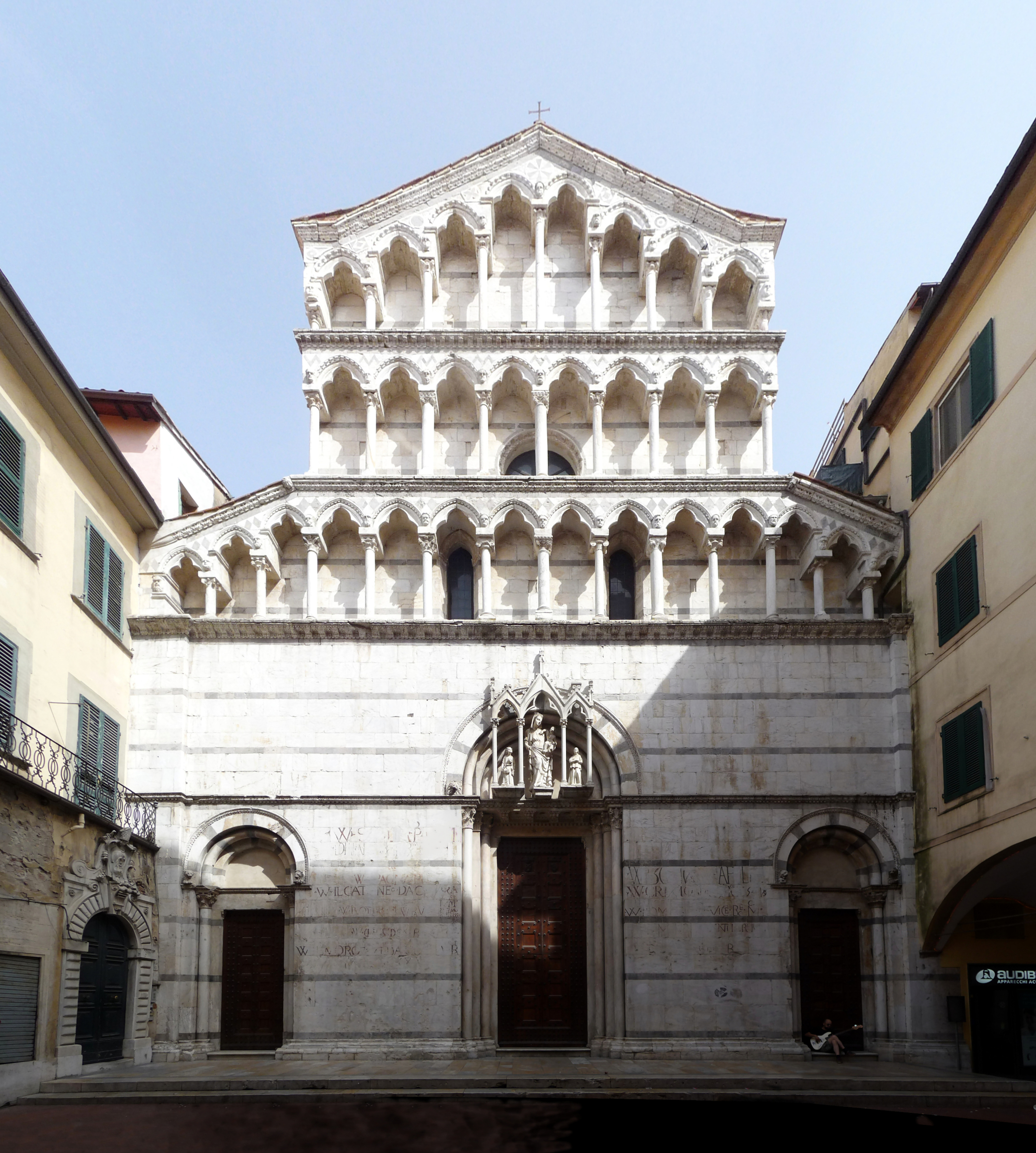
Església de San Michele in Borgo, Pisa
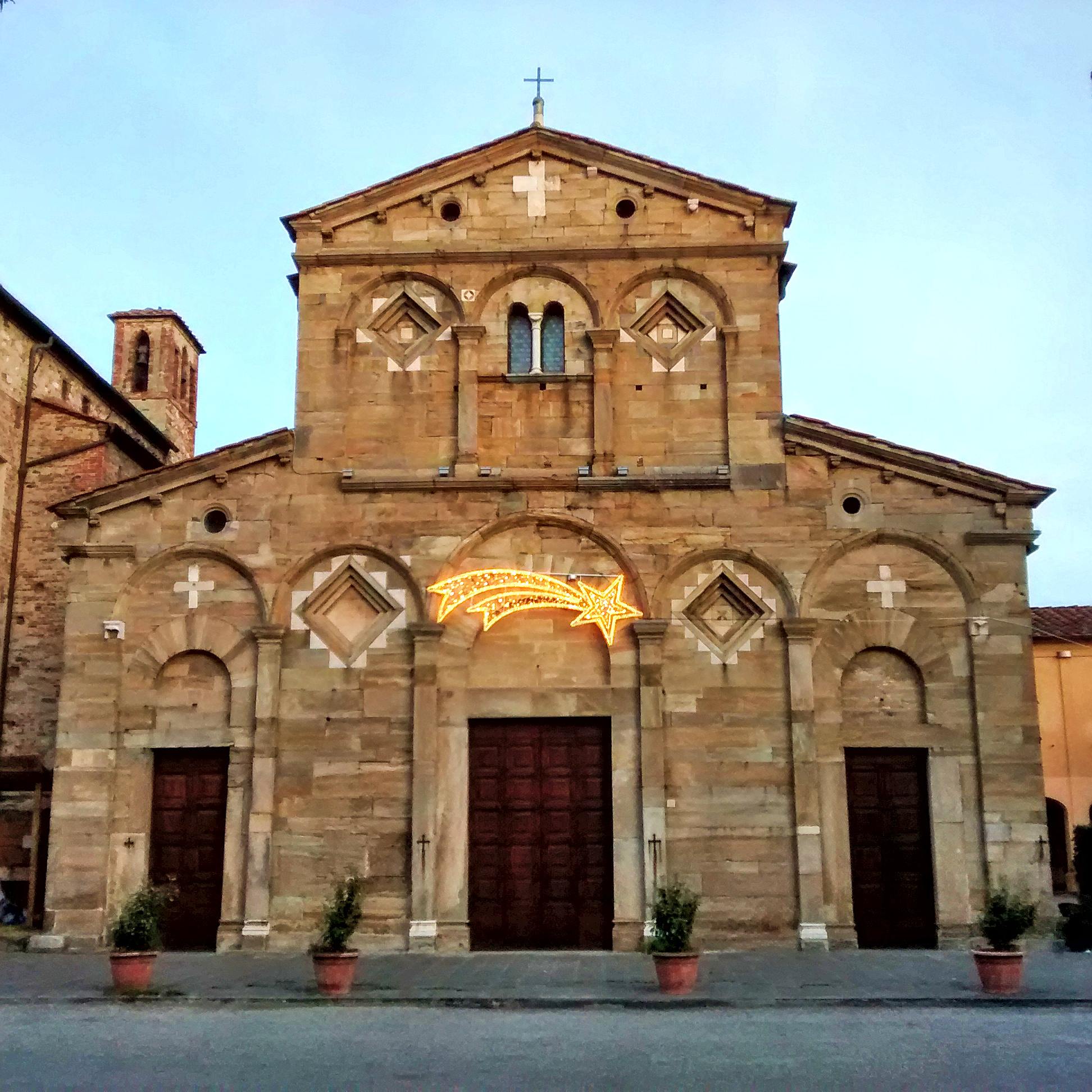
Pieve di San Giovanni i Santa Maria Assunta, a Càscina

### Toscana

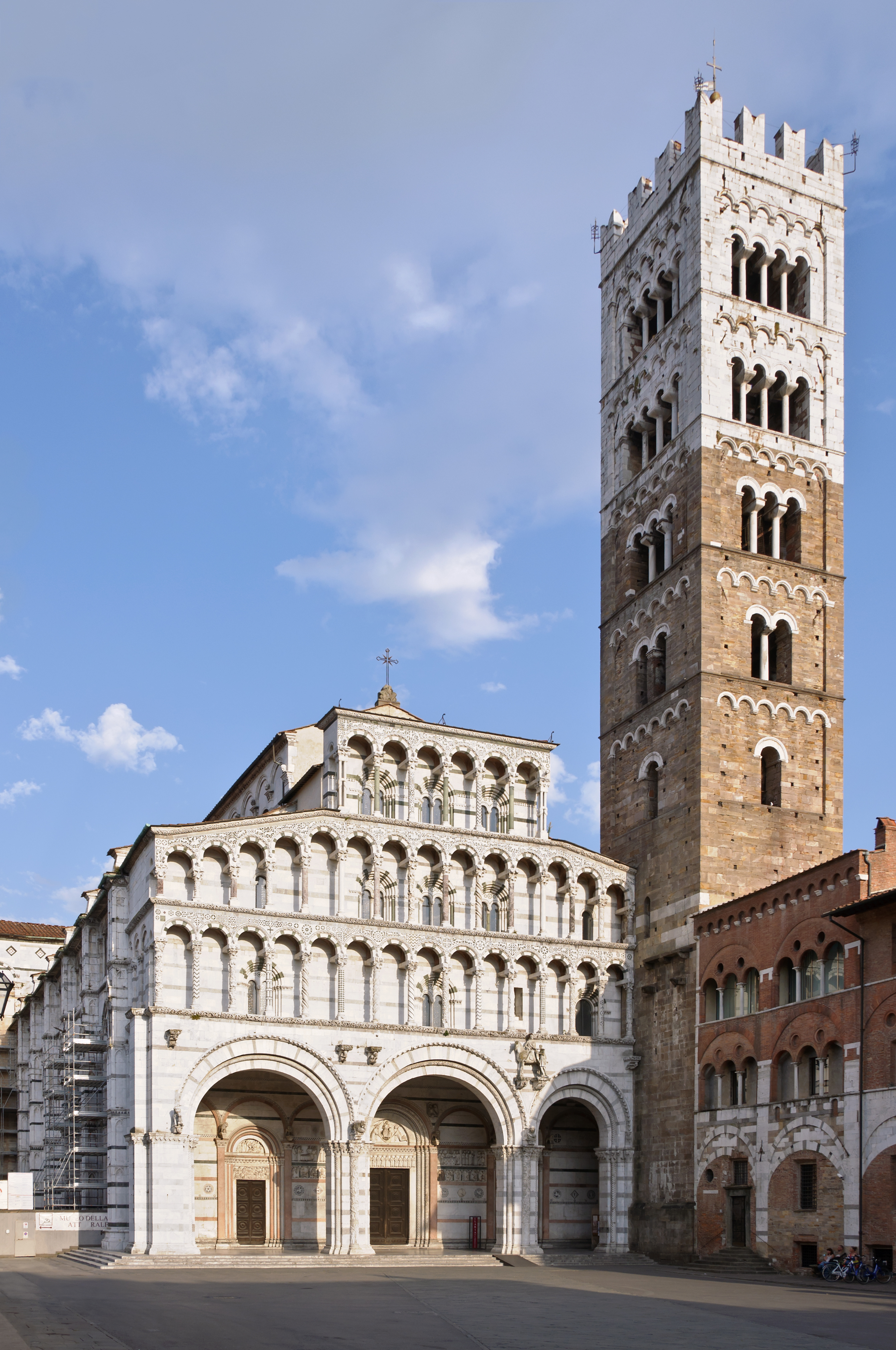
El Duomo de Lucca

A Pistoia l'església de San Giovanni Fuorcivitas (s. XII) presenta un parament amb arcs cecs, columnetes i losanges típicament pisans, ressaltats per la neta bicromia entre el marbre blanc i el verd fosc (serpentí).
Una evolució dels models de Pisa arribà a Lucca —no a la basílica de San Frediano o a l'església de Sant'Alessandro, dues arquitectures classicistes—, evident en la seu de San Martín (acabada el 1205 pel mestre de Como Guidetto, i reconstruïda per dins en estil gòtic) i, sobretot, a l'església de Sant Miquel en Fòrum, on l'alta façana decorada per petites llogetes va més enllà de la nau.
Procedint cap a l'est (Pistoia i després a Prato), l'estil pisà s'estengué encara més, amb major èmfasi en la bicromia afavorida per la presència local de marbre verd fosc de Prato). En el Duomo i en el Baptisteri de Pistoia i en el Duomo de Prato, caracteritzats pels evidents parament exteriors en bandes, els elements ara gòtics es fonen amb els romànics.

Les influències pisanes també són evidents en el Duomo de Massa Marittima. A mitjan s. XII s'acrediten influències pisanes també a Arezzo, a l'església de Santa Maria della Pieve, on l'absis i la façana presenten una sèrie de llogetes sobre columnetes.

Esglésies d'estil pisà a la Toscana
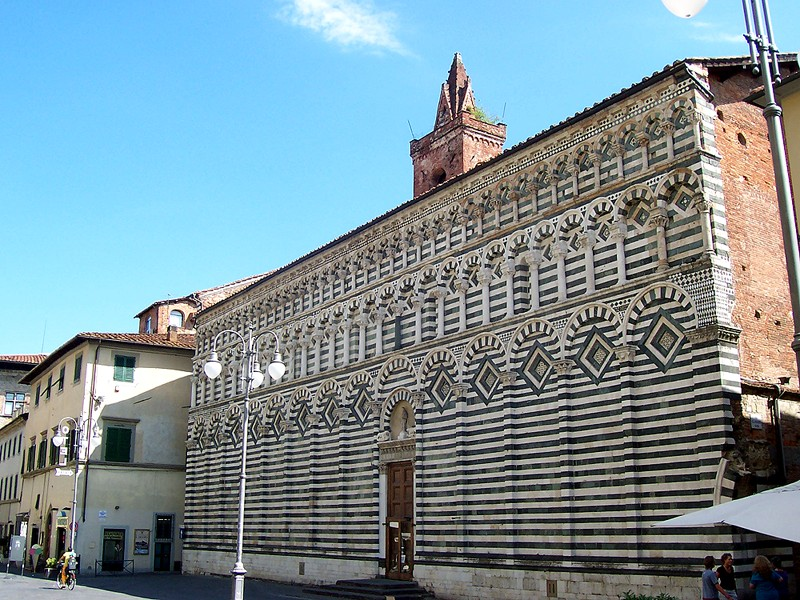
San Giovanni Fuorcivitas
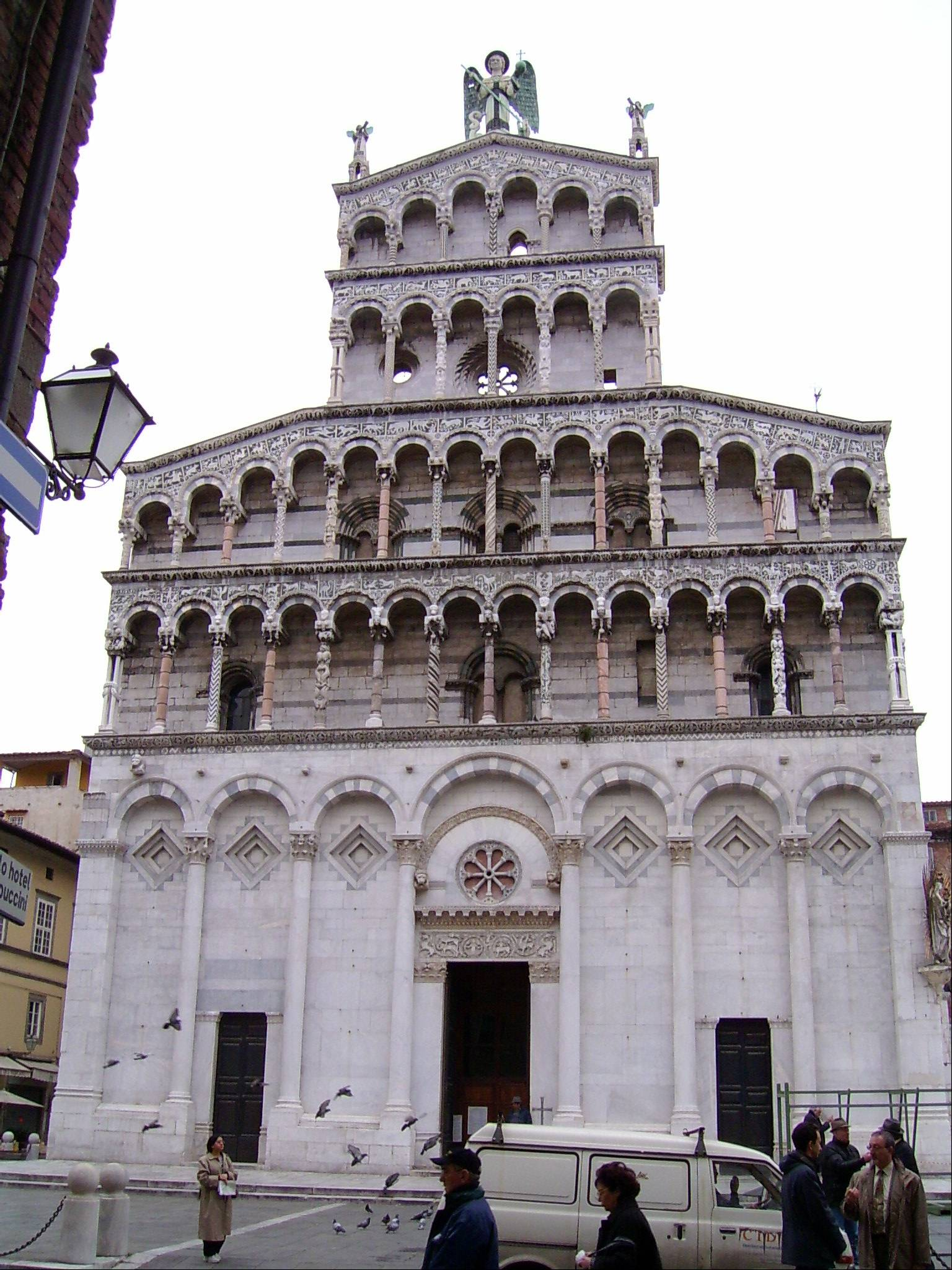
Sant Miquel en Fòrum, Lucca
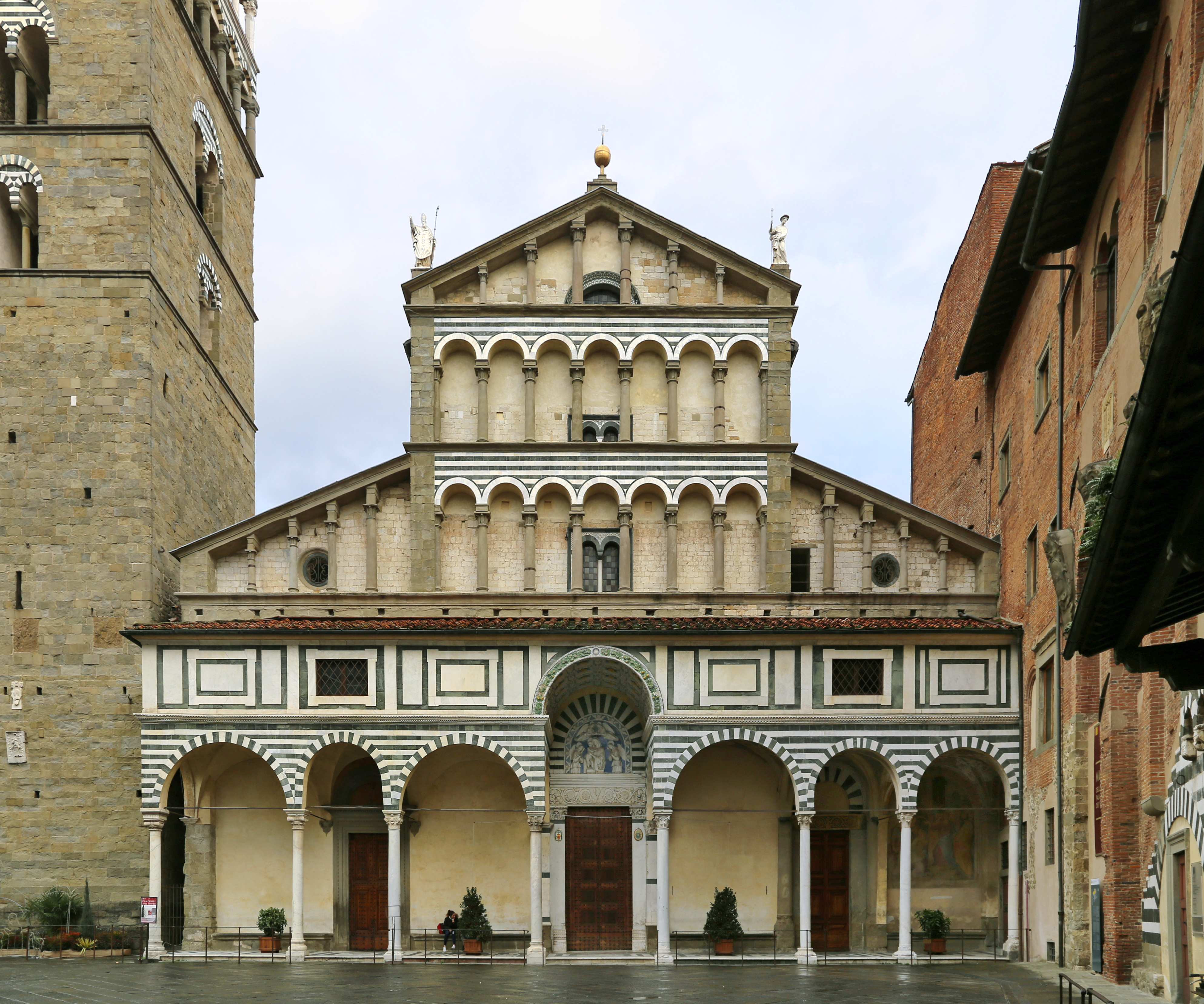
Duomo de Pistoia
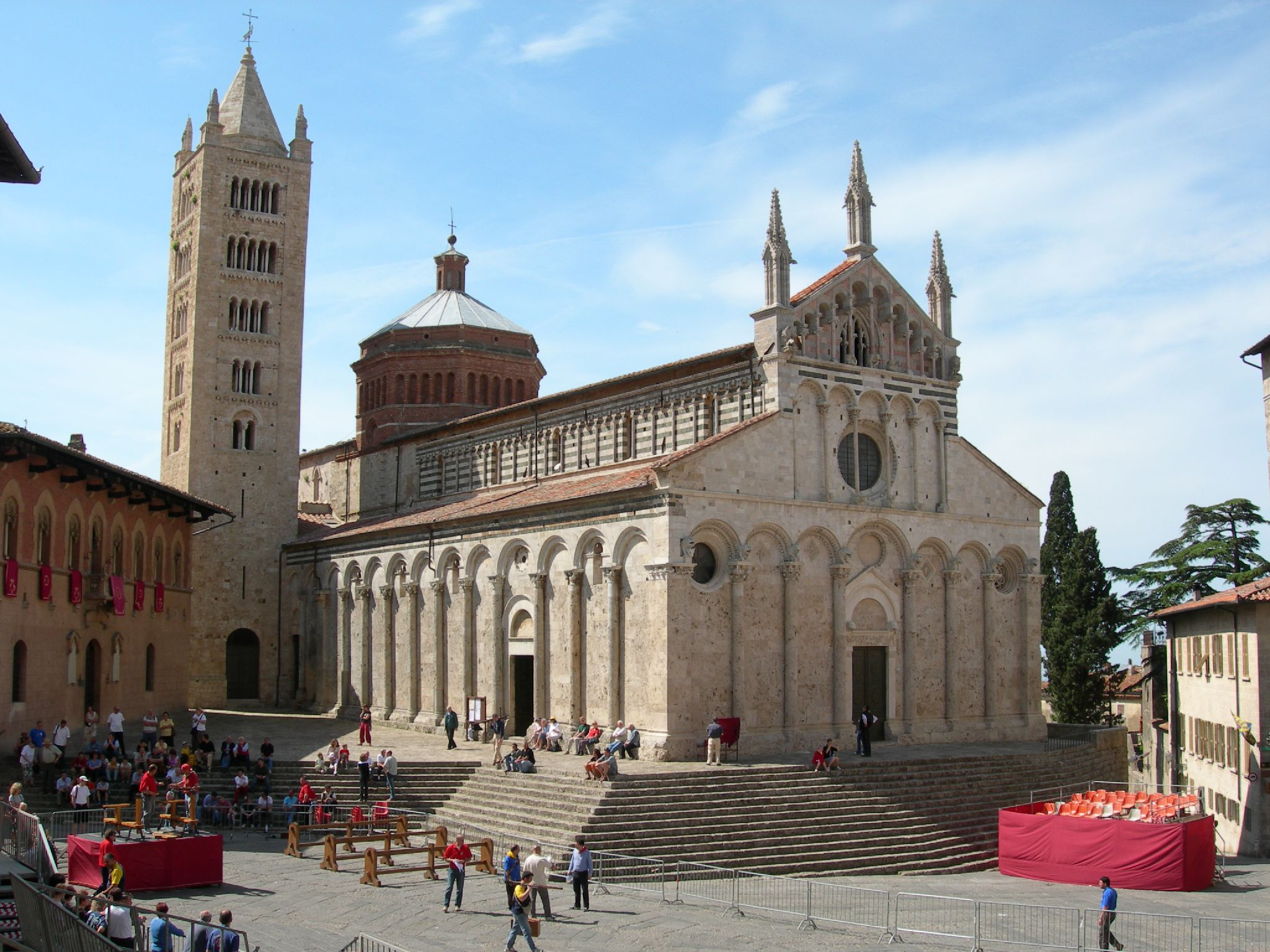
Duomo de Massa Marittima

### Altres zones

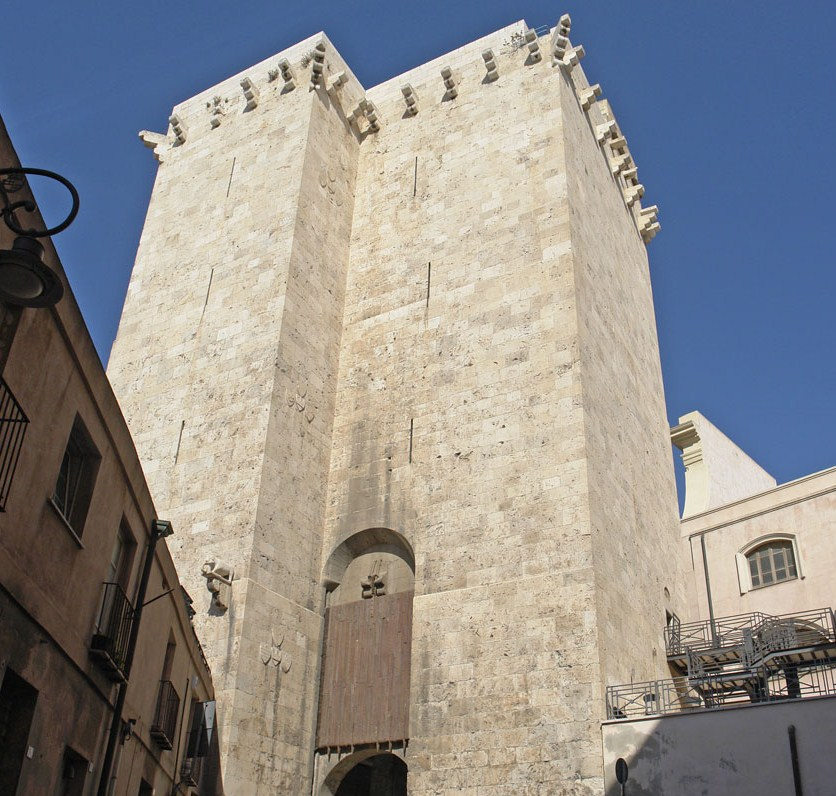
Torre de l'Elefant, Càller

A Sardenya sovint es troben les maneres toscana i llombarda, com en la basílica de San Gavino de Porto Torres (1065-1080), en l'església de San Nicola di Silanis de Sedini (Sàsser) (anterior a 1122), en l'originària seu de Càller (modificada al llarg dels segles i dotada d'una façana neoromànica al segle xx) o en l'església de Santa Maria de Uta (fi del segle xiii-principis del XIII).
De clara matriu pisana són també les fortificacions del s. XIV de la ciutat de Càller, on destaquen les seues impressionants torres, com la torre de San Pancrazio i la torre de l'Elefant, i l'església de San Nicola d'Ottana (Nuoro); mentre que molt prop del gust de Pistoia són la seu de San Pietro di Sorres i l'església de la Santíssima Trinitat de Saccargia (s. XII), caracteritzada per la forta bicromia dels paraments murals. Altres arquitectures rellevants són la capella de Santa Maria del Regno d'Ardara, la seu de Bisarcio al municipi d'Ozieri (Sàsser), la basílica de San Simplicio d'Olbia i la seu de Santa Giusta (Oristany).

També es troben influències pisanes a Ligúria (Commenda di San Giovanni di Pré), a Còrsega i a la Itàlia meridional, per exemple en la seu de Troia, a Siponto, en la seu de Benevento, en la de Termoli, i a Còrsega en la seu de Lucciana, dita la Canonica, i en la torre campanaria de Santa Maria Maggiore, a Bonifacio.

Esglésies d'estil pisà fora de la regió pisana
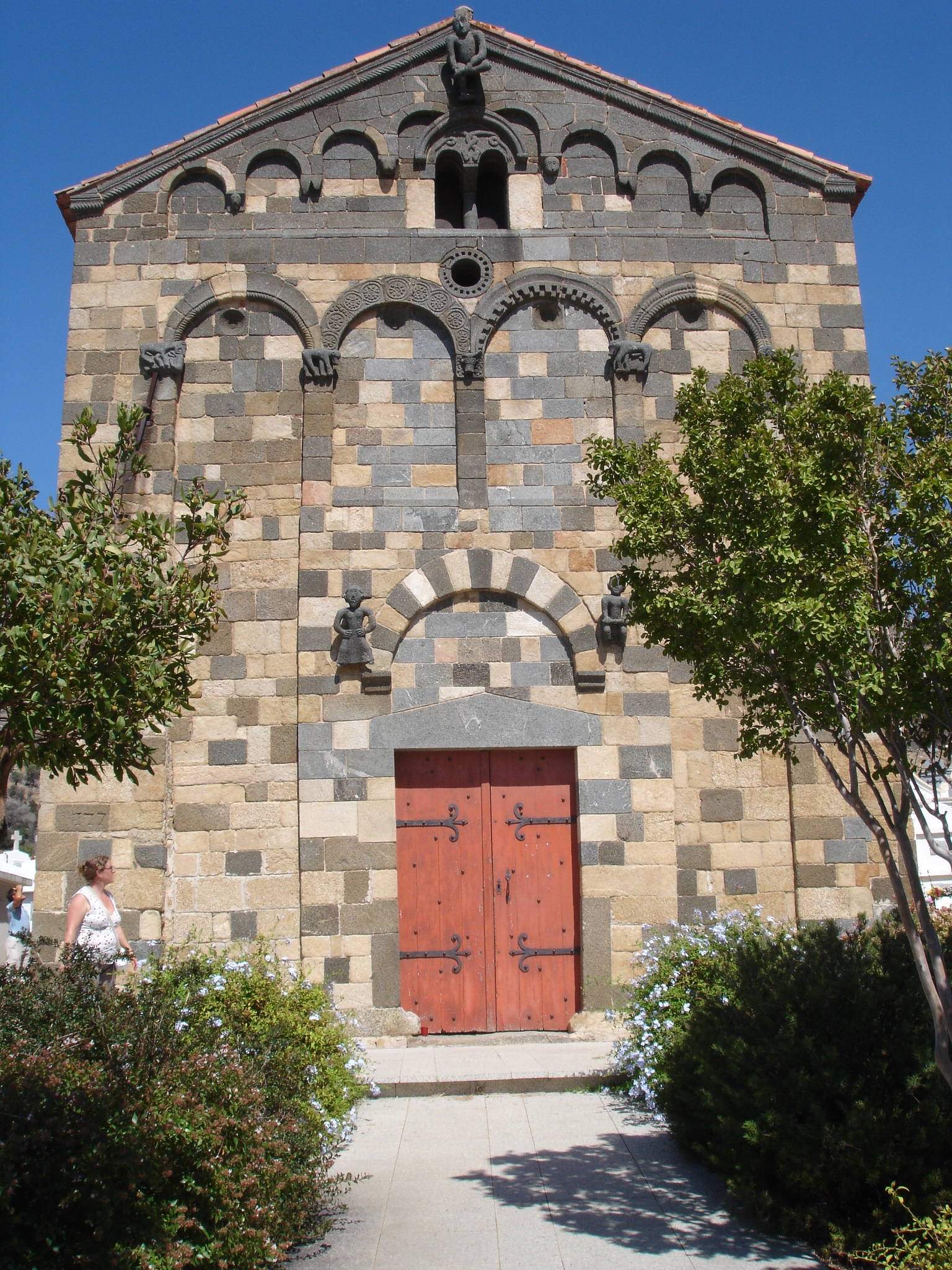
Església d'Aregno (Còrsega)
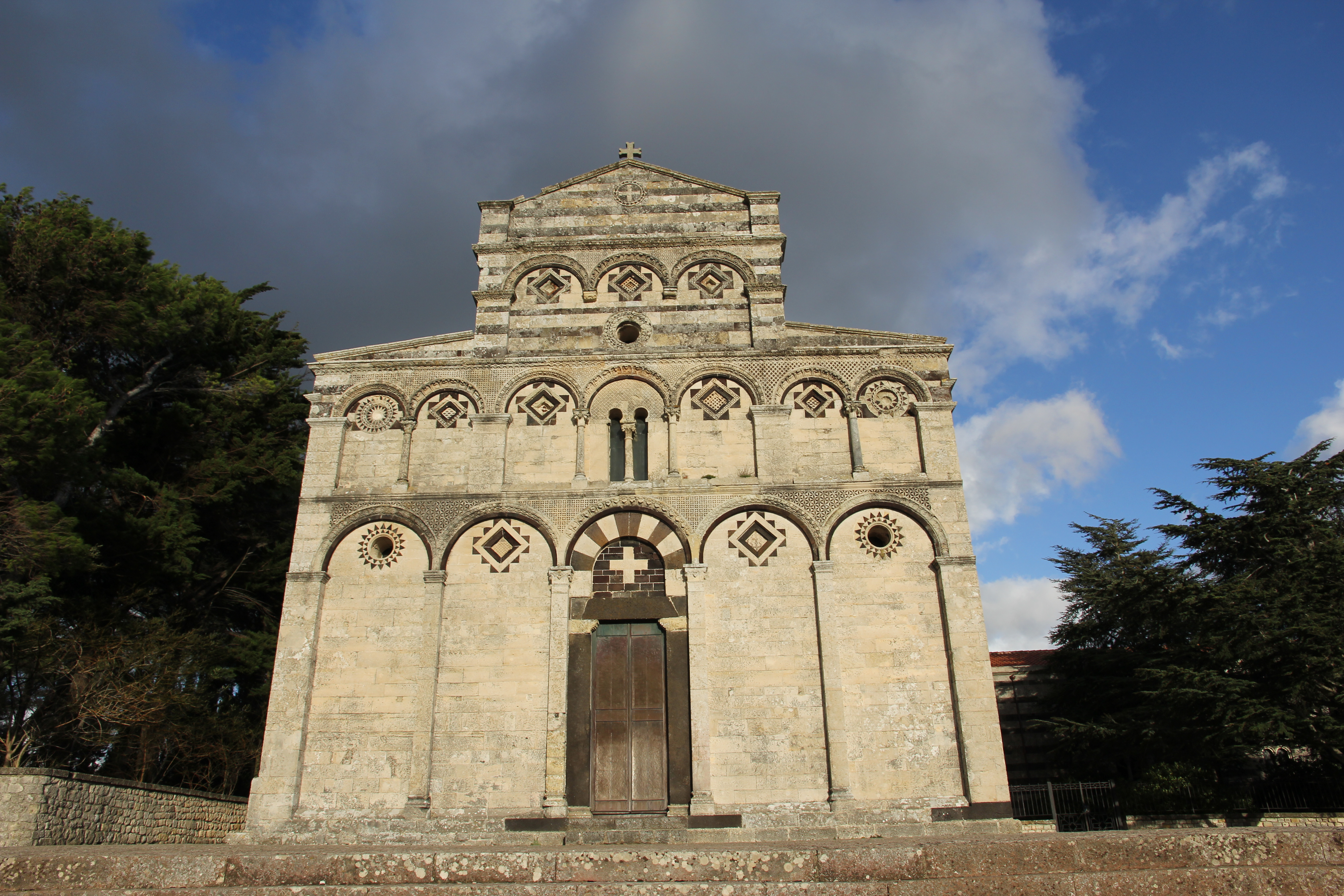
Catedral de San Pietro de Sorres, Borutta
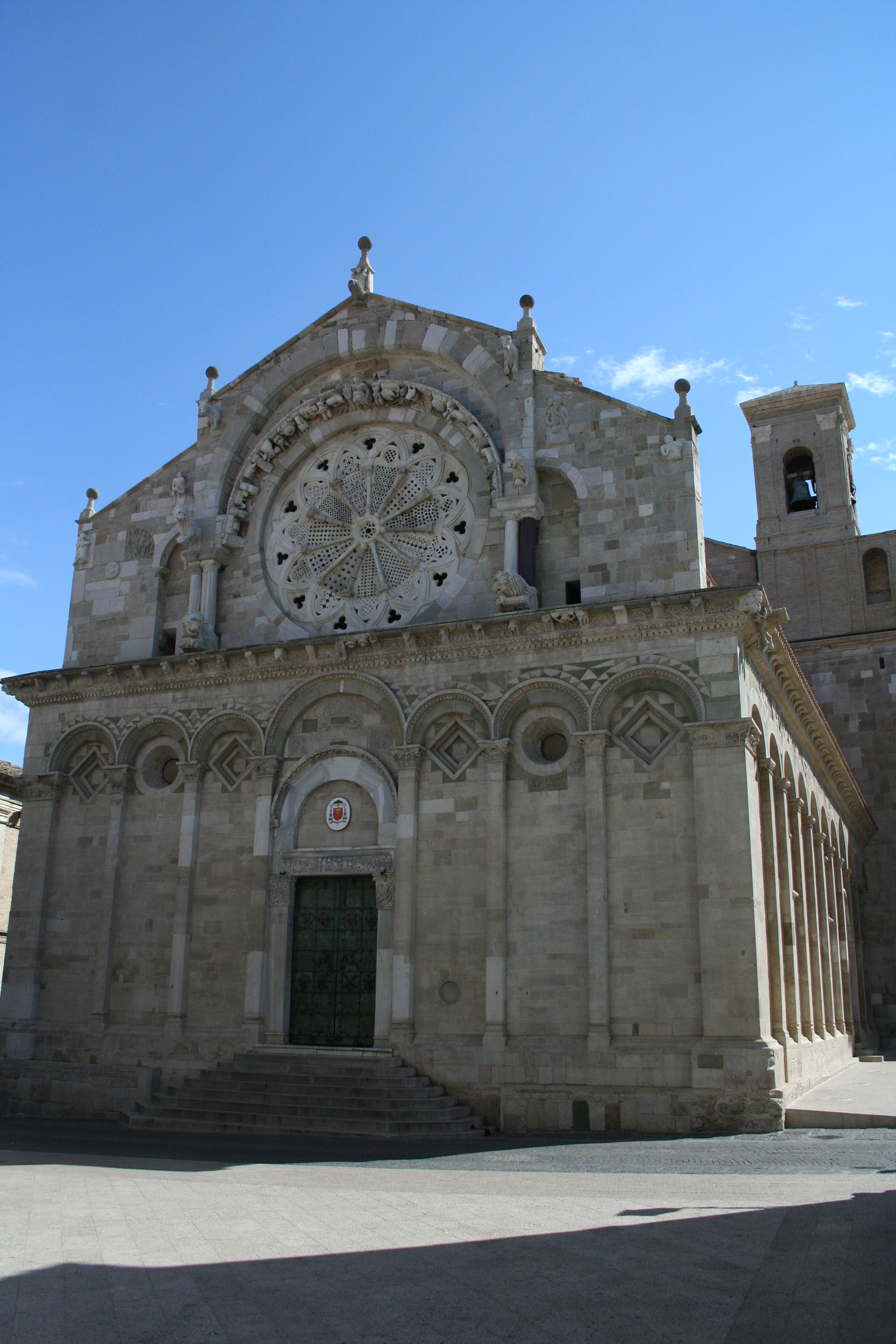
Catedral de Troia (Foggia)
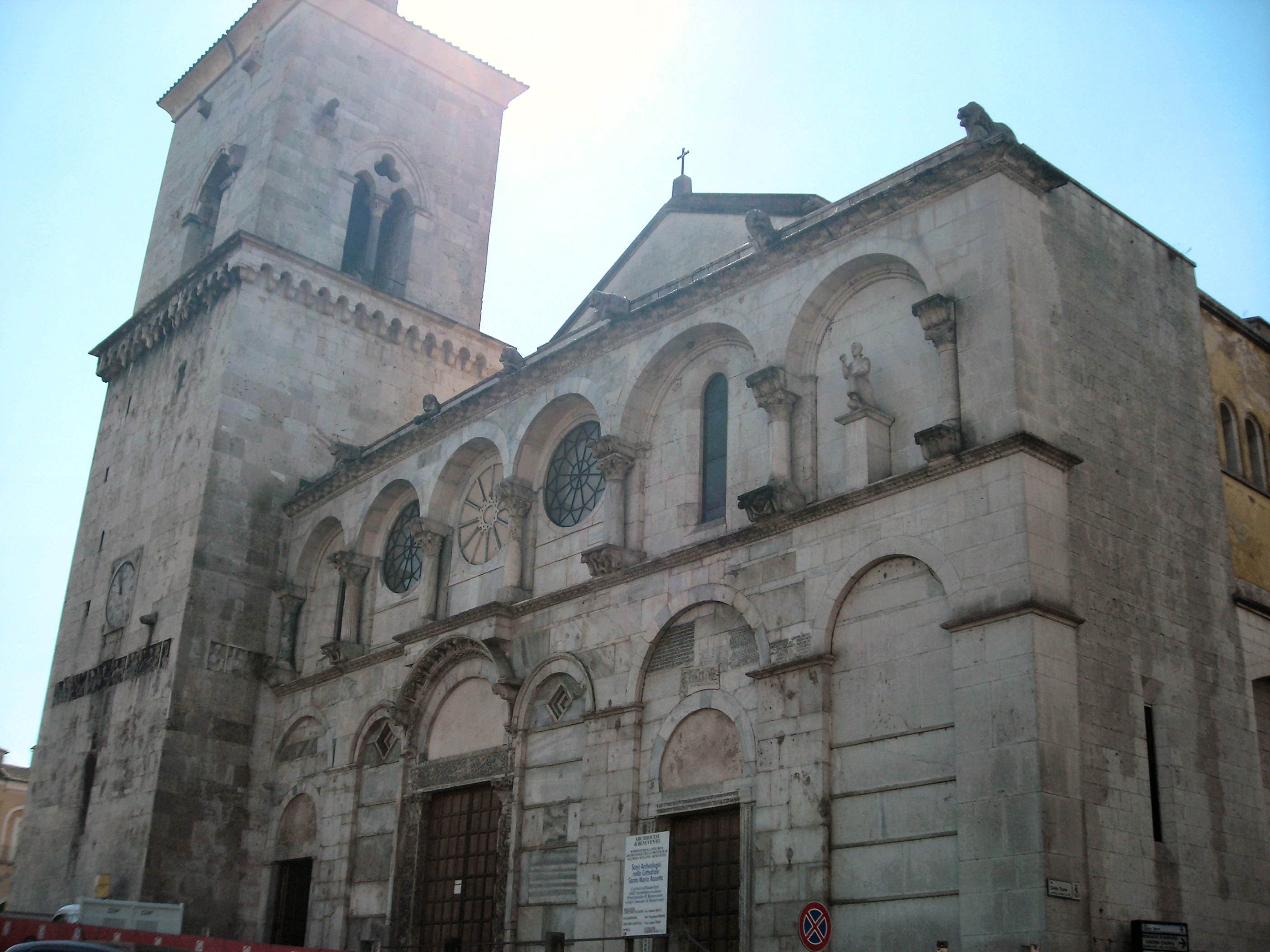
Duomo de Benevento

## Escultura

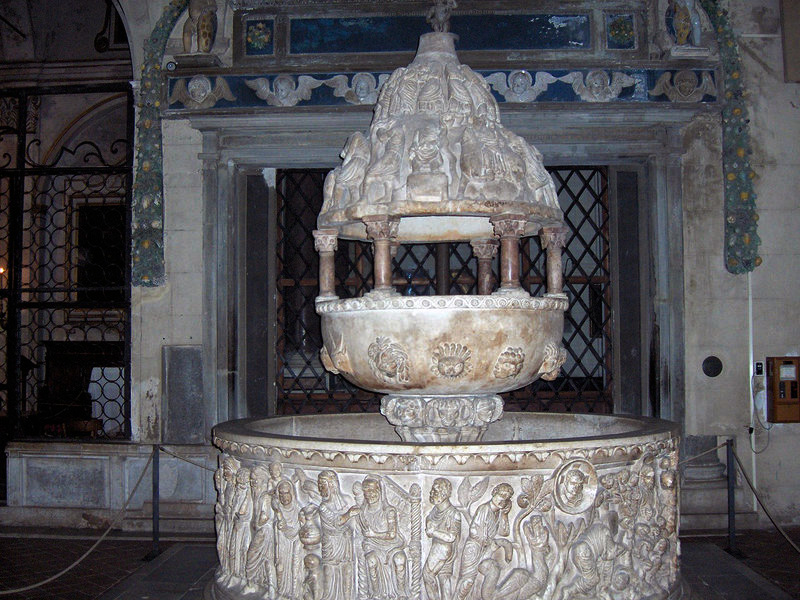
Pila baptismal de l'església de San Frediano, Lucca, de Roberto

L'escola escultòrica pisana nasqué en els llocs de construcció de la seu, i després es difongué a les zones veïnes i més enllà gràcies a les relacions comercials de la República Pisana.
El mestre Guglielmo esculpí entre 1152 i 1162 el púlpit de la seu de Pisa, traslladat després a Càller i ara conservat en la seu de Càller, on es poden trobar influències llombardes i provençals, amb un fort relleu plàstic dels personatges, que estan clarament separats del fons de l'arabesc.
En Guglielmo s'inspiraren els germans Gruamonte i Adeodato, que amb Enrico esculpiren a Pistoia l'arquitrau del portal principal de l'església de Sant'Andrea (1166), mentre que Gruamonte esculpí l'arquitrau de l'església de San Bartolomeo a Pantano (1167) i de l'església de San Giovanni Fuorcivitas.
En Gruamonte s'inspirà en Biduino, autor dels episodis de l'Evangeli per a l'església de San Casciano a Settimo, prop de Pisa (1180).
Cap a 1180, Bonanno Pisano va fondre les portes de bronze de la seu de Pisa, destruïdes després d'un incendi que afectà la façana el 1595, però se salvà la porta de la part posterior del transsepte dret. En el seu treball es poden identificar les influències clàssiques (les rosetes i cordes al voltant dels plafons), les figures amb els caps particularment excel·lents, com a Hildesheim, i romanes d'Orient (en la iconografia).
Un altre autor important en fou Roberto, autor de les Històries de Moisés en la pila baptismal de la basílica de San Frediano de Lucca.

Sobre l'obra d'aquests mestres treballà al segle xiii Nicola Pisano, potser de formació meridional, que dugué la completa renovació de l'escultura toscana i italiana.

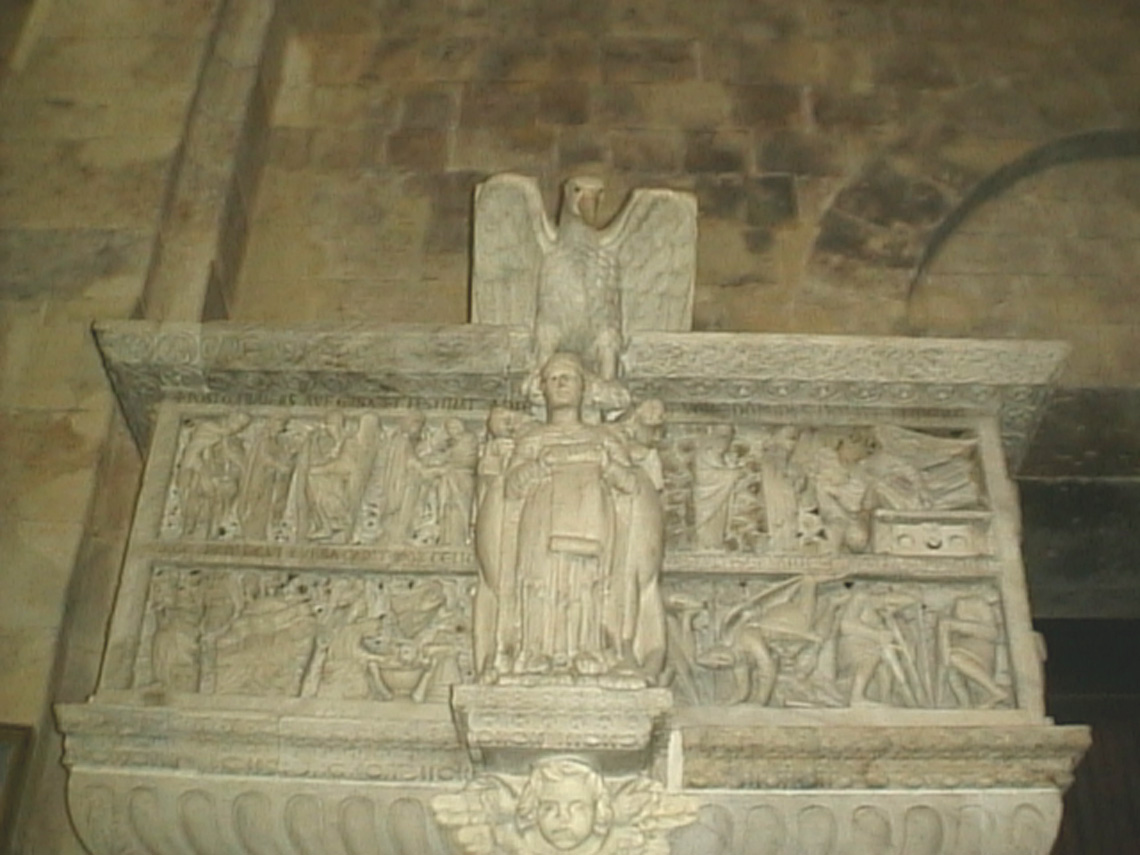
El púlpit de Guglielmo en el Duomo de Càller
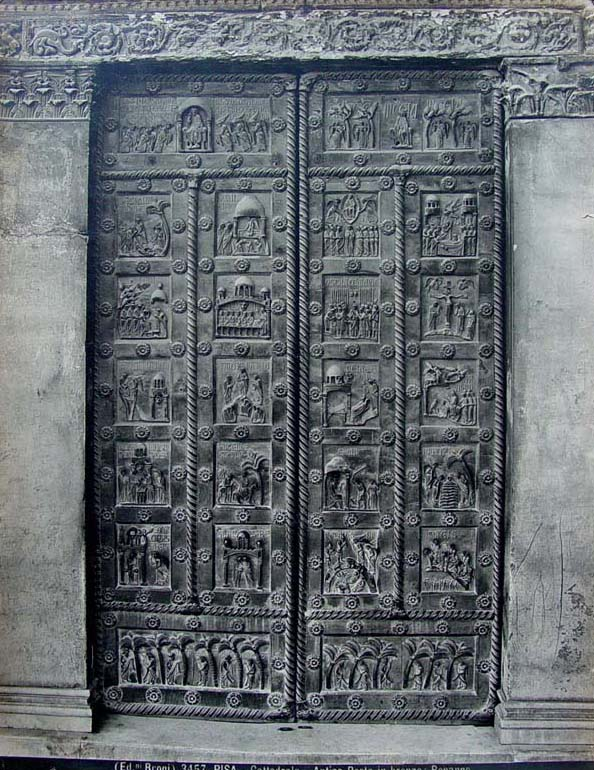
La Porta di Sant Ranieri de Bonanno, Duomo di Pisa
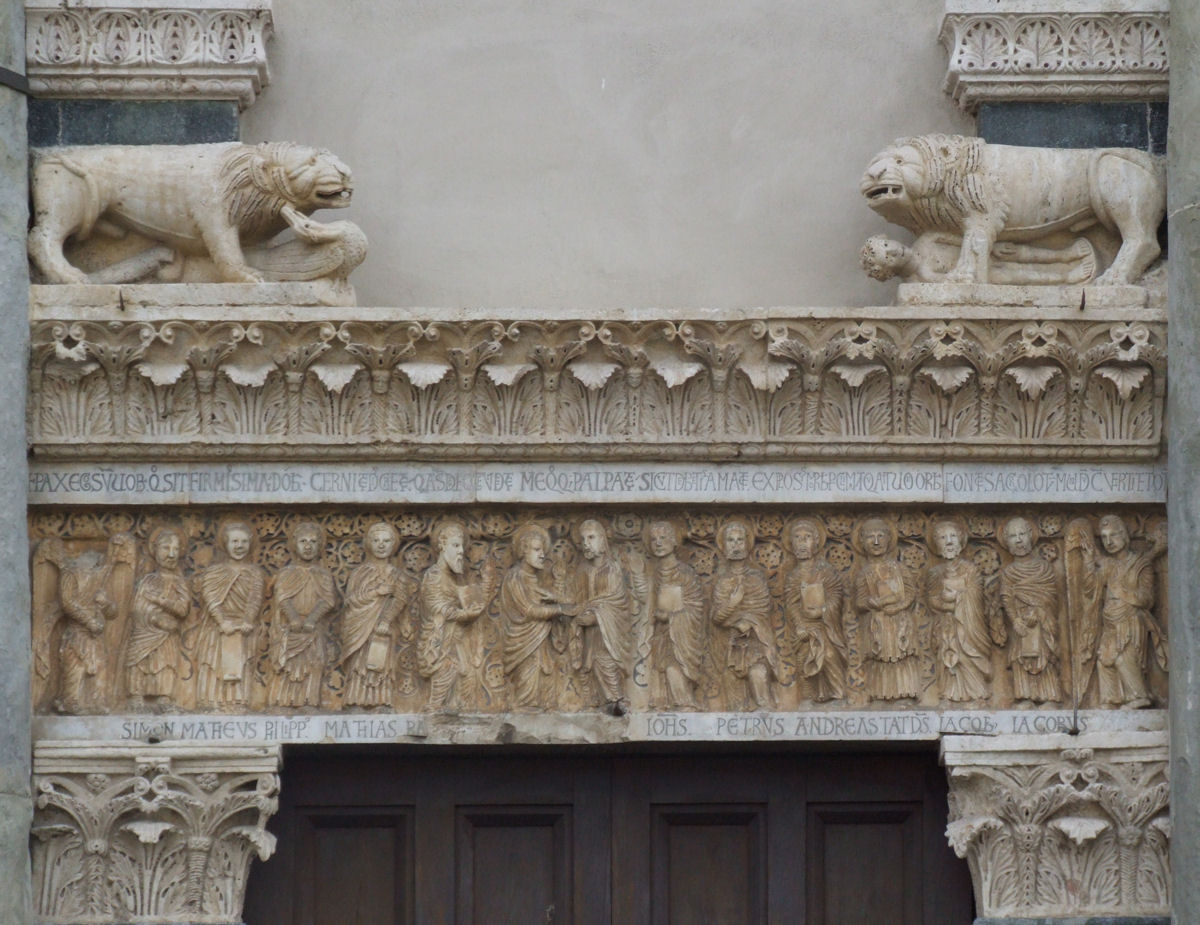
Crist tra i dodici apostoli, de Sant Bartolomeo in Pantà
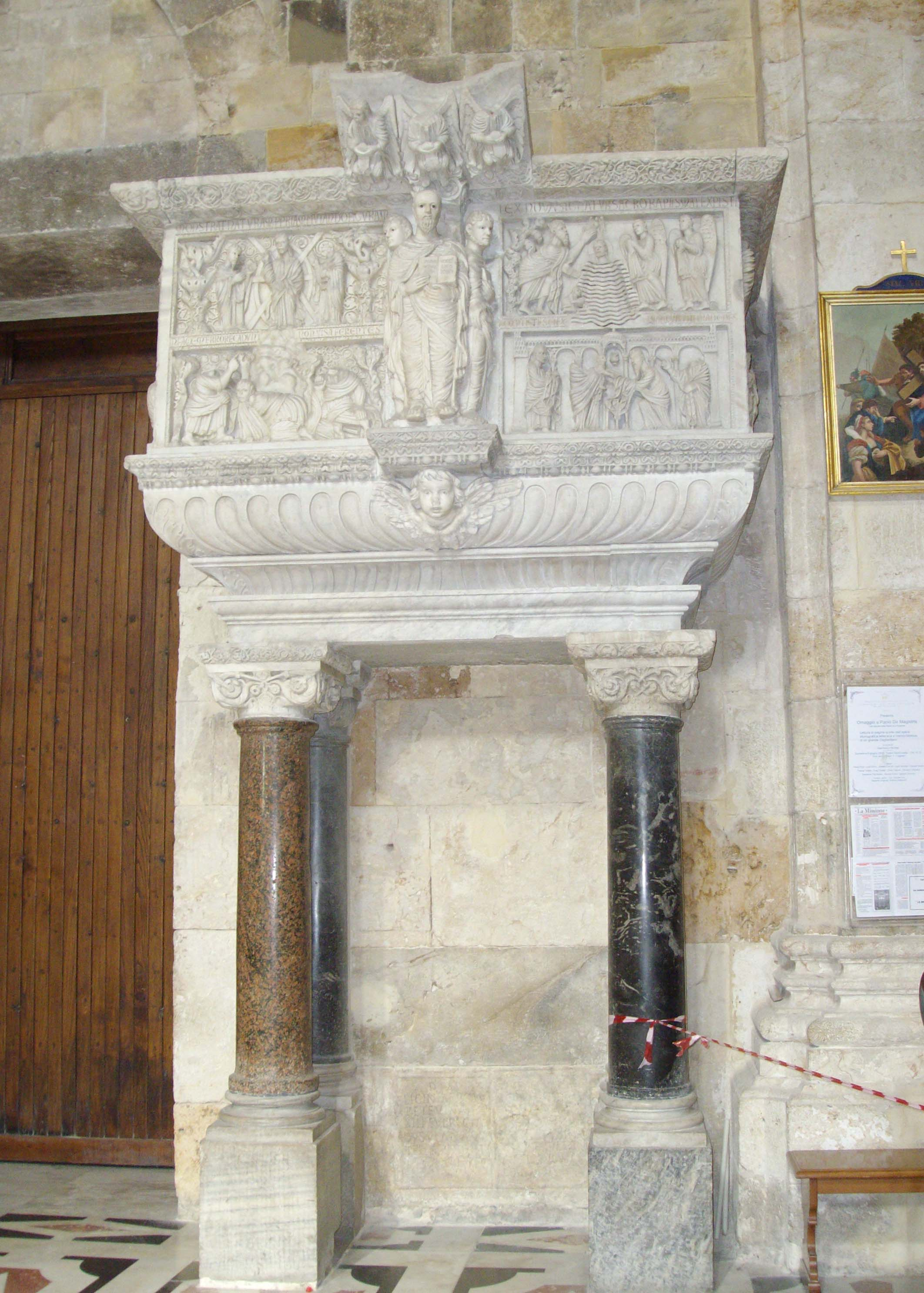
Púlpit del mestre Guglielmo